# Прага-Кунратице
Кунратице (чеш. Kunratice) — район Праги, с 24 ноября 1990 носит официальное название Прага-Кунратице. Располагается на юго-востоке города, официально здесь находится 135 улиц и 1695 адресов.
Соседние части Праги: Либуш, Писнице, Шеберов, Крч, Вестец у Праги.

## История
Первое письменное упоминание о Кунратицах датируется 1287 годом, когда здесь была упомянута деревня с крепостью, носившая имя Chunratitz. Название Кунратице образовано от имени Кунрат и означало «деревня людей Кунрата». Первым известным держателем Кунратице был Бездех при короле Вацлаве II (1283—1305).
До 1 января 1968 года Кунратице были самостоятельным населенным пунктом.

## Транспорт
В центральной части Кунратиц проходят несколько маршрутов городского автобуса, останавливающихся у станции метро «Качеров». В частях Кунратиц «Зеленая долина» и «Бэтань» ходят пригородные автобусы, обеспечивающие сообщение со станцией метро «Будейовицка».

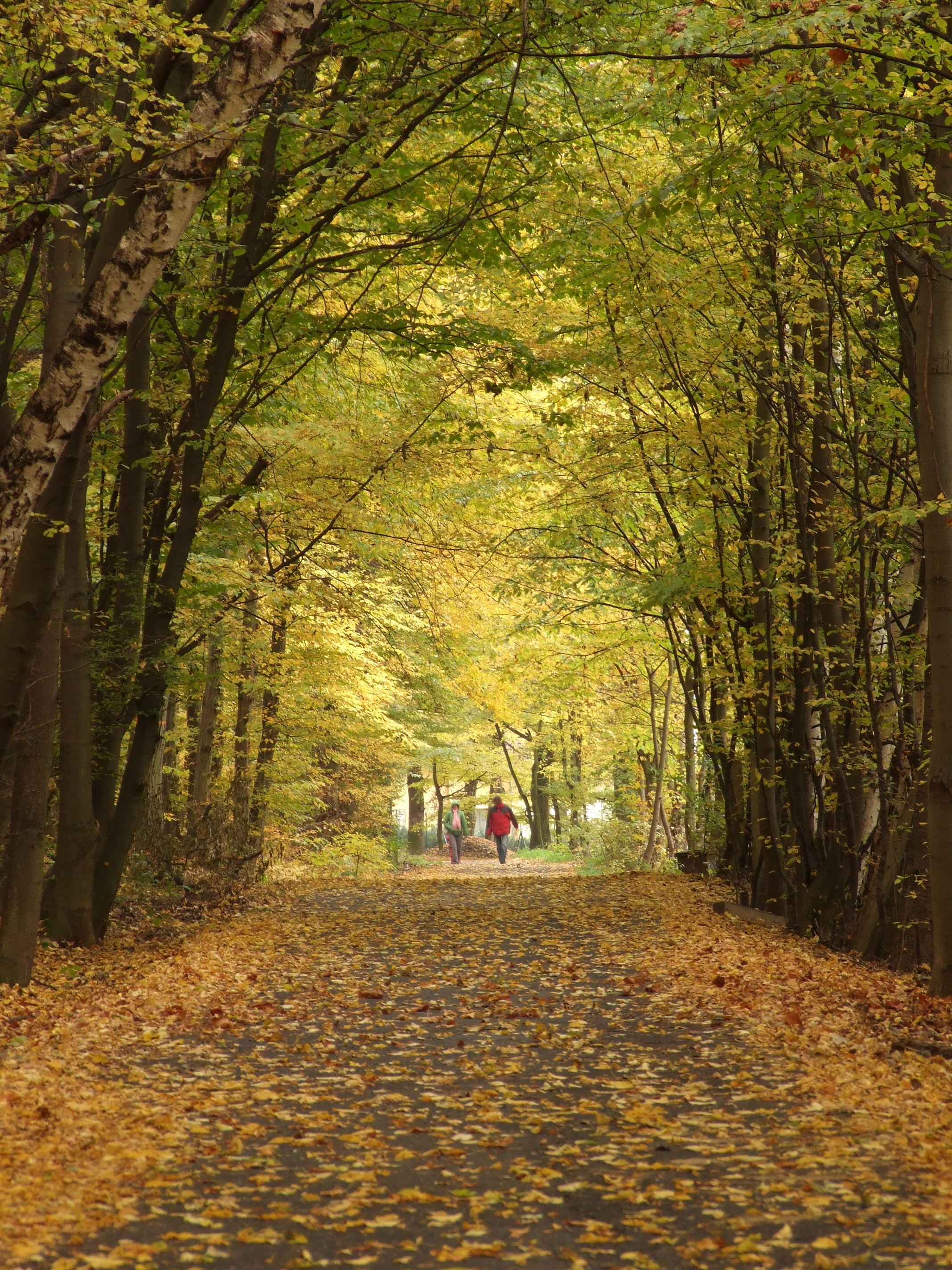
Кунратицкий лес

## Достопримечательности
Главной доминантой Кунратиц является Кунратицкий замок. Здание в стиле барокко было построено на месте, где находилась крепость. Недалеко от замка находится костёл св. Якуба Ветшиго, построенный в стиле барокко в середине XVIII века.
На территории района Прага-Кунратице находятся развалины средневекового замка Нови-Град-у-Кунратиц, в котором 16 августа 1419 года умер от сердечного приступа король Чехии Вацлав IV.